# Kurwa (dystrykt Dumka)
Kurwa – wieś w Indiach położona w stanie Jharkhand, w dystrykcie Dumka, w tehsilu Dumka.
Całkowita powierzchnia miejscowości wynosi 116 ha (1,16 km²). Według spisu z 2011 w Kurwie znajduje się 48 domów i zamieszkuje ją 191 osób.
W 2014 roku we wsi uruchomiono stację kolejową.